# Leptocometes spinipennis
Leptocometes spinipennis là một loài bọ cánh cứng trong họ Cerambycidae.